# Янніс Хрисомалліс
Янніс Хрисомалліс (грец. Γιάννης Χρυσομάλλης, нар. 14 листопада 1954, Каламата), сценічний псевдонім Янні — грецький музикант стилю New Age. Громадянин США.

## Біографія
Під впливом батьків трохи займався музикою, проте не вважав її головним своїм покликанням. У 14 років Хрисомалліс побив національний рекорд Греції з плавання вільним стилем, мріяв стати олімпійським чемпіоном. У 18 років розпочав навчання по програмі психології в університеті Міннесоти, США. Познайомився з університетським рок-гуртом Chameleon і захопився музикою. Після здобуття ступеня бакалавра, не маючи музичної освіти, розробляє власну систему ритму та нотну грамоту, за якою бездоганно виконує і складає свою музику. Грає здебільшого рок та джаз.
Домігшись вражаючого для новачка успіху у публіки після виходу першого альбому «Optimystique» (1984), Янні отримує пропозицію про співпрацю від лейбла Private Music, який видав 1986 року наступний альбом «Keys To Imagination». З того часу музикант став однією з найпомітніших фігур у світі сучасної інструментальної музики. Наступний альбом 1987 року «Out Of Silence» вийшов романтичним та м'яким.
Сходження Янні до слави було певним чином пришвидшене романтичним зв'язком на початку 90-х років з актрисою Ліндою Еванс. Вона забезпечила вихід епізодів про нього у відомих в Америці програмах, таких як «Життєвий стиль багатих і знаменитих», а також появи його в денних ток-шоу на ТБ.
1992 р. вийшов альбом «Dare To Dream», який одразу потрапляє в чарти Billboard і має величезний успіх. У композиції «Арія» цього альбому Янні вперше продемонстрував свій вокал. Проте найвдалішим вважається альбом 1993 р. під назвою «In My Time». Музикант відмовився від електронного звуку і виконав усі композиції на фортепіано у супроводі струнних інструментів. Одна з композицій альбому була визнана гідною премії Греммі як Найкраща інструментальна композиція року. У листопаді 1993 р. Янні дав концерт на своїй батьківщині у супроводі Лондонського королівського симфонічного оркестру. Після Афін музикант здійснив тур країнами Європи та Америки. У Мексиці Янні був першим музикантом, кому вдалося зібрати аудиторію 50 тисяч чоловік.
Одним з найцікавіших проектів композитора була спільна робота з Вангелісом для фантастичної стрічки Ріддлі Скотта «Той, хто біжить по лезу» за участю Гаррісона Форда.

## Дискографія

### Студійні альбоми
- 1984 — Optimystique
- 1986 — Keys To Imagination
- 1987 — Out of Silence
- 1988 — Chameleon Days
- 1989 — Niki Nana
- 1990 — Reflections of Passion
- 1991 — In Celebration of Life
- 1992 — Dare To Dream
- 1993 — In My Time
- 1994 — Live at the Acropolis
- 1997 — In The Mirror
- 1997 — Tribute
- 2000 — If I Could Tell You
- 2003 — Ethnicity
- 2006 — Yanni Live. The Concert Event [DVD]
- 2009 — Yanni Voices and Yanni Voces (Spanish Version)
- 2010 — Yanni Mexicanisimo
- 2011 — Truth of Touch
- 2012 — Live at El Morro, Puerto Rico [а также на DVD]
- 2014 — Inspirato
- 2016 — Sensuous Chill

### Збірки
- 1990 — Reflections Of Passion
- 1992 — Romantic Moments
- 1997 — In The Mirror
- 1997 — Devotion: The Best Of Yanni
- 1997 — Port Of Mystery
- 1997 — Nightbird
- 1998 — Forbidden Dreams: Encore Collection, Vol.2
- 1999 — Winter Light
- 1999 — Greatest Hits
- 1999 — Love Songs
- 1999 — Private Years
- 1999 — The Endless Dream
- 2010 — The Inspirational Journey
- 2011 — Truth of Touch
- 2012 — Live at El Morro, Puerto Ricco

### Саундтреки
- 1995 — I Love You Perfect
- 1999 — Steal The Sky

### Сингли
- 1988 — Swept Away